# Elisabeth Kopp – Eine Winterreise

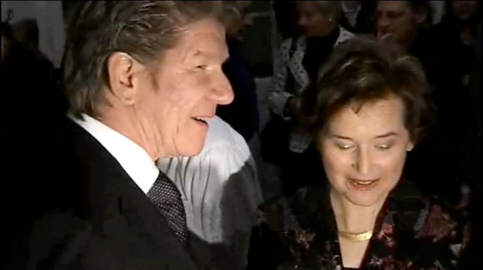
Andres Brütsch und Elisabeth Kopp an der Premierenfeier

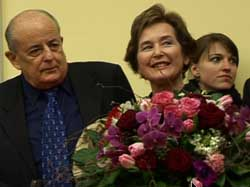
Hans W. Kopp und Elisabeth Kopp an der Premierenfeier

Elisabeth Kopp – Eine Winterreise ist ein Schweizer Dokumentarfilm von Andres Brütsch.

## Inhalt und Gestaltung
Elisabeth Kopp wird am 2. Oktober 1984 zur ersten Bundesrätin der Schweiz gewählt. Eine vorherige, als „Schlammschlacht“ bezeichnete Kampagne gegen ihren Mann Hans W. Kopp kann die historische Wahl nicht verhindern. Die erfolgreiche, beliebte Bundesrätin wird nach vierjähriger kompetenter Tätigkeit als EJPD-Vorsteherin plötzlich wieder mit einer Medienkampagne konfrontiert, die ebenfalls gegen ihren Mann gerichtet wird. Diesmal handelt es sich aber nicht um Bürogeschichten oder eine Firmenpleite, sondern um Anschuldigungen über riesigen Steuerbetrug, Geldwäsche, Drogenhandel und maffiose Einflussnahme auf die Regierung, die von einer PUK später als falsch verifiziert werden. Die Unterstellungen treffen Elisabeth Kopp schwer, da sie gerade solche Straftaten bekämpft und sich dadurch besonders diffamiert fühlt. Als sie dann von Geldwäscheverdächtigungen über eine Firma hört, in der Hans W. Kopp Führungsposition hat, bewegt sie ihren Mann telefonisch zum Rücktritt. Sie erfährt danach, dass das Verdächtigungsgerücht aus ihrem Amt stammt und somit als Amtsgeheimnis gilt, sie informiert ihre Umgebung ausser dem EJPD vorerst nicht. Inzwischen erfahren Medien durch Indiskretion vom Telefonanruf, die Kampagne wendet sich im Herbst 1988 wuchtig und offen gegen die Magistratin, die isoliert und zum Rücktritt gezwungen wird. Sie wird der Amtsgeheimnisverletzung angeklagt, das Bundesgericht spricht sie aber frei. Trotz juristischer Rehabilitierung erlebt Elisabeth Kopp weiterhin die gesellschaftliche Vernichtung ihrer Person, einen anderthalb Jahrzehnte dauernden Winter.
Der Regisseur Andres Brütsch fährt mit der Politikerin in einem Auto durch winterliche Landschaften zu den Orten, die das Leben von Elisabeth Kopp prägten, die Bilder werden durch melancholische Lieder der „Winterreise“ von Franz Schubert begleitet. Brütsch fragt bohrend und kritisch nach den Erlebnissen und Gefühlen der Protagonistin und filmt sie durch die im Auto installierten Kameras. Der Dialog wird oft mit Film- und Fotoaufnahmen oder Zeitungsausschnitten aus Archiven unterbrochen, die ebenfalls Kopps Lebensweg und Schicksal wachrufen – von der Aufnahme über das Schlittschuh laufende Mädchen aus ca. 1940 bis zu Bildern des Freispruchs 1990. Die balladeartige Bündigkeit des Filmes macht die Dramatik der Ereignisse von 1988/89 – als thematischer Schwerpunkt – gut spürbar. Der Film vermittelt diesbezüglich keine neuen Tatsachen, er stellt nicht die politische Analyse, sondern die menschliche Dimension in seinen Mittelpunkt. Aus historischer Distanz und persönlicher Nähe zeichnet Brütsch ein kontrastreiches Porträt, in dem die Mehrheit der Premierenkritik die menschliche Rehabilitierung der Magistratin und – auch wegen der hohen filmischen Faktendichte – ein wichtiges, informatives Zeitdokument sieht.

## Premieren
Uraufführung: 42. Solothurner Filmtage, mit einführender Würdigung durch Nationalratspräsidentin Christine Egerszegi-Obrist, Palais Besenval, Solothurn, 26. Januar 2007
Schweizer Kinopremiere: 8. Februar 2007 in Basel, Bern, Biel, Luzern, St. Gallen, Winterthur, Zug, Zürich
TV-Premiere: Schweizer Fernsehen DRS, 6. August 2007

## Kritik
- Christine Egerszegi-Obrist: Elisabeth Kopp – eine Winterreise. Einführung zum Film, Website von Christine Egerszegi-Obrist (PDF; 13,11 kB)
- Uraufführung, Reporter: Reto Holzgang und Roland Luder, Schweizer Fernsehen, Schweiz Aktuell vom 26. Januar 2007 (Video, 7 min, Dialekt)
- Premierenfeier, Reporter: Felix Schenker, ART-TV, 26. Januar 2007 (Video, 6 Min., Dialekt)
- Matthias Saxer: Eine Bundesrätin auf den Spuren ihrer Tragik, Premiere des Dokumentarfilms «Elisabeth Kopp – eine Winterreise», NZZ, 27. Januar 2007
- Martin Walder: Das Lehrstück Kopp – Der Dok-Film «Elisabeth Kopp. Eine Winterreise» berührt alte Wunden, Gespräch mit Elisabeth Kopp an der Premiere, NZZ, 28. Januar 2007
- Simon Spiegel: Filmkritik, Cineman, Januar 2007
- Joel Bedetti: Elisabeth Kopp – Eine Winterreise, Filmrezension, students.ch, Februar 2007
- Franziska Oliver: Elisabeth Kopp – Eine Winterreise, Filmrezension, Schweizer Fernsehen, SF1, Februar 2007
- Christoph Egger: Elisabeth Kopps nachdenkliche Winterreise – Ein dokumentarisches Porträt von Andres Brütsch, NZZ, 2. Februar 2007
- Thomas Hunziker: Elisabeth Kopp – Eine Winterreise, Andres Brütsch, Filmrezension, Cinema, 3. Februar 2007
- Elisabeth Kopp - Eine Winterreise, Filmrezension, Schweizer Fernsehen, Kino Aktuell vom 9. August 2007 (Video, 4:25 min)
- «Elisabeth Kopp»-Doku im Kino (Memento vom 8. Januar 2016 im Internet Archive), St. Gallen Online, 7. Februar 2007
- Filmpremiere in Basel (Memento vom 27. September 2007 im Internet Archive), Reporterin: Simone Weber, Telebasel, 7 vor 7 vom 10. Februar 2007 (Video, 4 min, Dialekt)
- Monika Rosenberg: Der Fall Kopp oder die Vergangenheit im Präsens – Einige Protagonisten und Positionen im Rückspiegel, NZZ, 13. Februar 2007

## DVD
Die DVD-Ausgabe enthält auch ein Supplement, dieses enthält weitere Interviewszenen des Filmautors mit der Protagonistin (49 min, Dialekt) sowie ein Interview mit Elisabeth Kopp und Andres Brütsch an der Schaffhauser Kinopremiere, Moderatorin: Ursula Bringolf Maillard, Sendung «Treffpunkt» des Schaffhauser Fernsehens vom 28. März 2007 (25 min, Dialekt). 
Herausgeber: Look Now, Zürich. Vertrieb: Pelikanfilms, Zürich. EAN: 7640118761078.

## Referenz
1. ↑  Fotos von der Schaffhauser Kinopremiere, 30. März 2007, Stadtarchiv Schaffhausen